# Classe ATC D09
La classe ATC D09, dénommée « Pansements médicamenteux », est un sous-groupe thérapeutique de la classification anatomique, thérapeutique et chimique, développée par l'OMS pour classer les médicaments et autres produits médicaux. La classe ATC vétérinaire correspondante dans la classification ATCvet est QD09. Le sous-groupe présenté ici est celui établi par l'OMS, et peut donc différer des versions dérivées utilisées dans certains pays. Il fait partie du groupe anatomique D de la classification, intitulé « Dermatologie ».

## D09A Pansements médicamenteux

### D09AA Pansements avec anti-infectieux
D09AA01 Framycétine
D09AA02 Acide fusidique
D09AA03 Nitrofural (en)
D09AA04 Nitrate phénylmercurique
D09AA05 Benzododécinium (en)
D09AA06 Triclosan
D09AA07 Cétylpyridinium
D09AA08 Aluminium chlorhydrate
D09AA09 Polyvidone iodée
D09AA10 Clioquinol (en)
D09AA11 Benzalkonium
D09AA12 Chlorhexidine
D09AA13 Iodoforme

### D09AB Pansements à base de zinc
D09AB01 Pansements à base de zinc sans adjuvant
D09AB02 Pansements à base de zinc avec adjuvant

### D09AX Pansements à base de paraffine
Groupe vide